# Niclas Jensen
Niclas Christian Monberg Jensen (17 de agosto de 1974) es un exfutbolista danés, se desempeñaba como lateral izquierdo y su último club fue el FC Copenhague.

## Clubes
| Club              | País         | Año       |
| ----------------- | ------------ | --------- |
| Lyngby BK         | Dinamarca    | 1993-1996 |
| PSV Eindhoven     | Países Bajos | 1996-1998 |
| FC Copenhague     | Dinamarca    | 1998-2002 |
| Manchester City   | Inglaterra   | 2002-2003 |
| Borussia Dortmund | Alemania     | 2003-2005 |
| Fulham FC         | Inglaterra   | 2005-2007 |
| FC Copenhague     | Dinamarca    | 2007-2009 |

## Palmarés
PSV Eindhoven
- Eredivisie: 1996-97

FC Copenhague
- Superliga danesa: 2001-02, 2006-07, 2008-09
- Copa de Dinamarca: 2009

- Datos: Q549559
- Multimedia: Niclas Jensen / Q549559